# Le Val-Saint-Éloi
Le Val-Saint-Éloi – miejscowość i gmina we Francji, w regionie Burgundia-Franche-Comté, w departamencie Górna Saona. Nazwa miejscowości pochodzi od imienia św. Eligiusza.
Według danych na rok 1990 gminę zamieszkiwało 111 osób, a gęstość zaludnienia wynosiła 16 osób/km² (wśród 1786 gmin Franche-Comté Le Val-Saint-Éloi plasuje się na 632. miejscu pod względem liczby ludności, natomiast pod względem powierzchni na miejscu 644.).